# Katja Geiger
Katja Ingergard Geiger (ugift Hallberg, oprindeligt Karin Ingegerd Hallberg; født 12. januar 1920 i Ekeby sogn i Skåne, død 25. januar 2017 i Tollarp i Skåne) var en svensk modedesigner, der blev kendt som Katja of Sweden.
Katja var først gift mellem 1941 og 1949 med Kjell Stenson og fra 1949 med Rod E. Geiger, der døde i 2000. Hun havde tre sønner, heraf en med Kjell Stenson.